# Danilo Napolitano
Danilo Napolitano (ur. 31 stycznia 1981 w Vittoria) – włoski kolarz szosowy, zawodnik grupy UCI Professional Continental Teams Accent Jobs-Wanty.

## Najważniejsze osiągnięcia
- 2005
  - 1. miejsce w Stausee Rundfahrt
  - 1. miejsce na 3. etapie Settimana Coppi & Bartali
  - 1. miejsce na 3. etapie Brixia Tour
  - 1. miejsce w Coppa Bernocchi
  - 1. miejsce na 2. i 5. etapie Tour du Poitou Charentes et de la Vienne
  - 1. miejsce w Giro di Romagna
- 2006
  - 1. miejsce na 3. etapie Tour Méditerranéen
  - 1. miejsce na 1a i 4. etapie Settimana internazionale di Coppi e Bartali
  - 1. miejsce na 1. i 5. etapie Österreich Rundfahrt
  - 1. miejsce na 3. etapie Brixia Tour
  - 1. miejsce w Coppa Bernocchi
- 2007
  - 1. miejsce na 9. etapie Giro d'Italia
  - 1. miejsce na 5. etapie Vuelta a Murcia
  - 1. miejsce na 1. etapie Tour of Slovenia
  - 1. miejsce w Coppa Bernocchi
  - 1. miejsce na 1. (TTT) i 4. etapie Tour de Pologne
- 2008
  - 1. miejsce na 5. etapie Tour of Qatar
  - 1. miejsce na 1. i 2. etapie Volta a Portugal
  - 1. miejsce na 5. etapie Volta a la Comunitat Valenciana
  - 1. miejsce na 1a etapie Brixia Tour
- 2009
  - 1. miejsce na 1. etapie Vuelta a Andalucia
  - 1. miejsce na 2. etapie Driedaagse van West-Vlaanderen
  - 1. miejsce na 1a etapie Settimana internazionale di Coppi e Bartali
  - 1. miejsce na 1. etapie Tour du Luxembourg
- 2010
  - 1. miejsce na 2. etapie Quatre jours de Dunkerque
  - 1. miejsce na 1. etapie Tour de Wallonie
- 2012
  - 1. miejsce na 2., 4. i 5. etapie Tour de Wallonie
  - 1. miejsce na 4. etapie Circuit de Lorraine
- 2013
  - 1. miejsce na 2. etapie Driedaagse van West-Vlaanderen
  - 2. miejsce w Dutch Food Valley Classic
- 2014
  - 1. miejsce w Omloop van het Waasland